# تیانجین ۲۲۰۹
سیارک ۲۲۰۹ (به انگلیسی: 2209 Tianjin، نامگذاری:1978US1) دو هزار و دویست و نهمین سیارک کشف شده‌است که در ۲۸ اکتبر ۱۹۷۸ کشف شد.
قدر مطلق سیارک برابر ۱۰٫۹۰ است.